# كأس اليونان 1998–99
كأس اليونان 1998–99 (باليونانية: Κύπελλο Ελλάδος ποδοσφαίρου ανδρών 1998-99)‏ هو الموسم 57 من كأس اليونان. أشرف على تنظيمه الاتحاد الإغريقي لكرة القدم، وكان عدد الأندية المشاركة فيه 60، وفاز فيه نادي أولمبياكوس.